# 電子身份證
電子身份證是指存儲在计算机內的有关个人身份及特征的信息，此類信息在必要时可以用來确定人的身份並可用於身份验证、行動支付等場景。 這些信息也可以存儲在智慧卡（IC卡）上，智慧卡上有比较大的存储器，除了存儲個人基本信息外，還可以存儲个人经历、工作状况、医疗资料、驾驶证、个人信用、房产资料、指纹等各種信息。此類智能卡可以代替各种证件和各種卡。